# アインシュタイン＝シラードの手紙

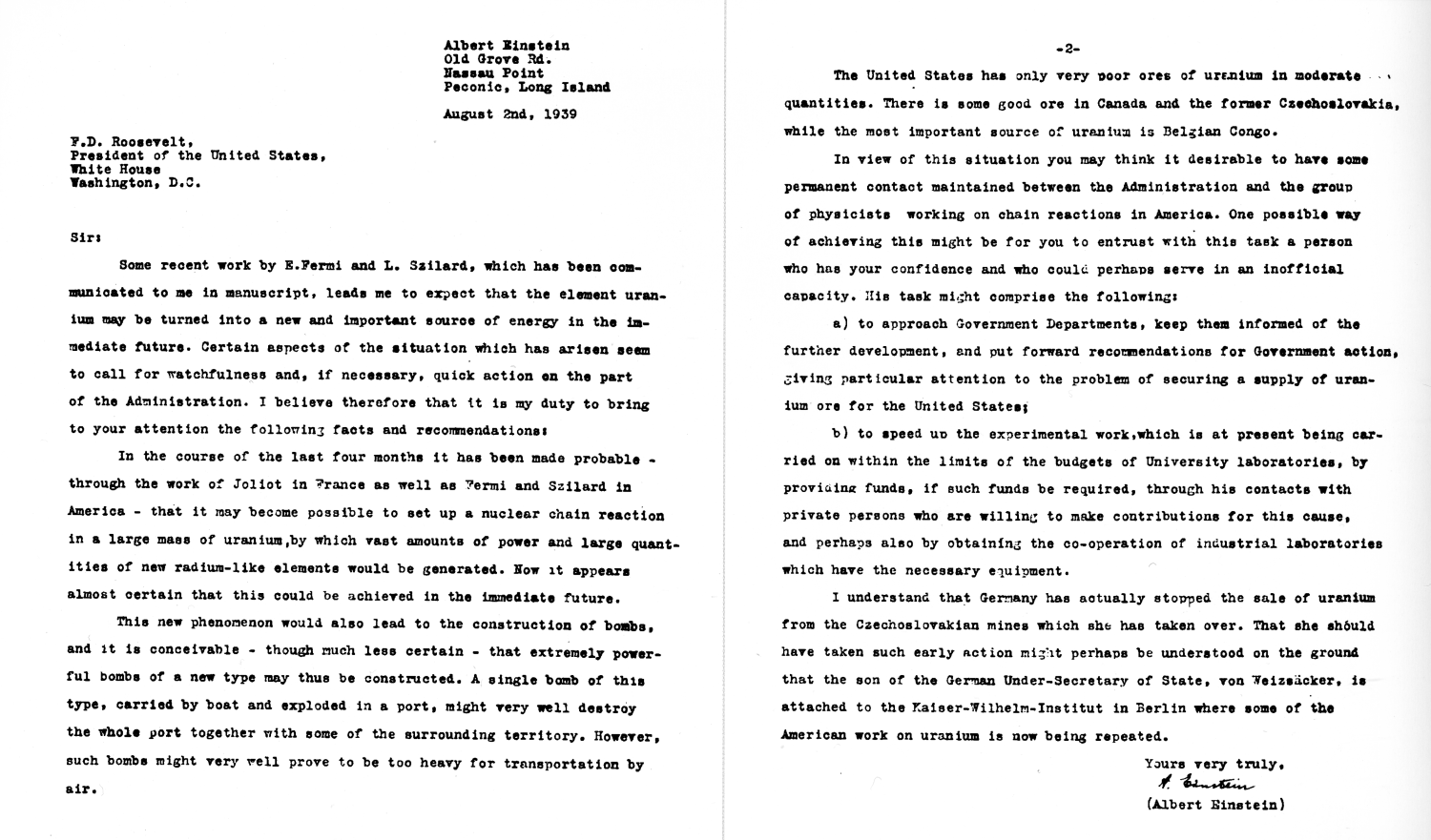
アインシュタインの署名のあるルーズベルトへの手紙。

アインシュタイン＝シラードの手紙（アインシュタイン＝シラードのてがみ、Einstein-Szilard letter）では、1939年、物理学者アインシュタインからフランクリン・ルーズベルト大統領宛に送られ、アメリカの原子爆弾開発のきっかけのひとつとなったことで知られる手紙について述べる。 この手紙に特に定まった呼び名はなくアインシュタインからルーズベルト大統領への手紙（または書簡、信書など）のように説明的に参照されることが多い。 物理学者レオ・シラードの名が付されることがあるのは、この手紙の作成をシラードが依頼したことによる。
手紙では、ウランによる連鎖反応が近々実現され、それが強力な爆弾となりうることを指摘した上で、政府の注意の喚起と研究の支援、そして政府と物理学者とを仲介する仕組み作りを訴え、最後にナチス・ドイツの核エネルギー開発を示唆する事実を指摘していた。 この手紙から8か月後に、エンリコ・フェルミとシラードは政府から資金的援助を受けることとなったが、アメリカ政府がマンハッタン計画によって本格的な原子爆弾開発に取り組むようになるまでには、これ以降3年を要している。 アインシュタインは晩年この手紙に署名したことへの後悔の念を吐露した。
この手紙とは別に、1945年3月にアインシュタインはシラードの求めに再び応じてルーズベルト大統領への2度目の手紙として短い紹介状を書いている。 シラードはこれに付随するものとして日本に対する原爆使用の懸念と、それによる戦後の核開発競争への懸念が表明された覚え書きを執筆したが、ルーズベルトの急死によりそれが読まれることはなかった。

## 手紙の内容
本文500語ほどの2ページからなる手紙は1939年8月2日の日付を持ち、その本文は以下のようなものであった。
閣下、
手稿の形で私のところへ送られてきたE・フェルミとL・シラードによる最近の研究によって、私はウラン元素が近い将来、新しい重要なエネルギー源にできると予想するようになりました。現在の状況はいくつかの点で、注視と、必要に応じて政府による迅速な行動を要するものと思われます。よって以下の事実と提案を閣下にお伝えするのが私の務めであると考えます。
過去4か月の間に、フランスのジョリオ、またアメリカのフェルミとシラードの研究によって、大きな質量のウラン塊による核連鎖反応の実現が有望なものとなってきました。この反応は極めて強い力とラジウムに似た大量の新元素とを生成します。これが近い将来に実現することはほとんど確実に思われます。
この新たな現象はまた爆弾の製造につながるでしょうし、可能性はだいぶ下がりますが極めて強力な新型の爆弾を製造することも考えられます。この種の爆弾は1個でも、船で運んで港で爆発させれば、港全体を周囲の地域の一部もろとも楽々と破壊するでしょう。ただしこの種の爆弾は重すぎて航空機では運べないかもしれません。
合衆国には、ごく低質のウラン鉱石がそこそこの量で存在するだけです。 カナダと旧チェコスロバキアには良質の鉱石がありますが、最も重要なウランの供給源はベルギー領コンゴです。
この状況に照らして、閣下は、政府とアメリカ国内で連鎖反応を研究している物理学者のグループとの間でさらに永続的な接触を保つことが望ましいとお考えになるかもしれません。これを実現するひとつの可能性は、閣下の信頼する人物にこの仕事を託すことであり、その人物の立場は非公式なものとなるかもしれません。この人の仕事は以下のようになるでしょう。
a) 政府省庁と接触し、今後の進展について逐次伝え、政府の施策についての勧告を行なうこと。この際特に、合衆国へのウラン鉱石の供給確保の問題に留意する。
b) 現在、大学研究室の予算の制限内で行われている実験研究の速度を上げること。そのために、もし資金が必要なら、この目的のために寄付したいという民間人と接触して資金を供給し、また場合によっては必要な設備を持つ企業研究所の協力を得る。
私の知るところでは、ドイツは実際に、同国が手に入れたチェコスロバキアの鉱山からのウランの販売を停止しました。こうしたいち早い行動をドイツが取らねばならなかったことを理解するには、ドイツ外務次官フォン・ヴァイツゼッカーの子息がベルリンのカイザー・ヴィルヘルム研究所に所属しており、同研究所が現在ウランに関するアメリカの研究の一部を追試しようとしていることが参考となるかもしれません。
ここで本文中にある、フェルミ、シラード、およびフランスのジョリオ（ジョリオ＝キュリー）の研究とは、ウランの中性子による核分裂の発見を受けて、1939年3月に相次いでこれら3者のグループで行われたウランの二次中性子放出の発見を指しており、この発見によってウランの連鎖反応の実現が一歩現実のものへと近づいていた。 シラードはこのことがドイツに知られるのを遅らせるため実験結果を秘密にするように活動したが、ジョリオ＝キュリーが拒否してネイチャー誌で公表し、手紙にあるようにドイツは直後にウラン輸出を禁止していた。 こうしてこの当時、この事実は科学者の会議で公に語られ、ウランが都市ごと壊滅させるような強力な爆弾となりうるということは、新聞等で一般にも知られた事実となっていた。
また、この手紙では爆弾が航空機で運べない非常に大きなものとなるかもしれないと想定されている。 これはシラードらが減速材を含んだ低速中性子による天然ウランの連鎖反応を考えていたことによる。 シラードがこの時点で案じていたこうした原子炉のような連鎖反応では、実際には大きな爆発は起こらないことが後に明らかとなっている。 しかし、後の1942年にウラン同位体の濃縮が工業的規模で可能であると考えられるようになったことと、高速中性子でそうした濃縮ウランが爆発的連鎖反応を起こすことがわかったことで、小型のウラン爆弾が可能とみなされるようになった。
なお、最後の節で言及されているドイツの外務次官エルンスト・フォン・ヴァイツゼッカーの息子は、実際ドイツにおいてハイゼンベルクらとともに連鎖反応の研究に携わっていたカール・フリードリヒ・フォン・ヴァイツゼッカーを指している。 ただし、ジョリオ＝キュリーの論文によって実際にドイツ政府に警告を行ったのは別の人物であった。
シラードらがこの手紙で政府に最も強く求めたこととは、情報を政府に与えるとともに、資金を融通するため政府と自分たち科学者グループとの接点となる人物を政府が置いてくれることであった。 歴史ジャーナリスト、リチャード・ローズは、大統領へ手紙を渡す仲介者となるアレクサンダー・ザックス（リーマン・ブラザーズ副社長）への手紙の中でシラードが暗に自分がその役を引き受けることをほのめかしているとし、またこうした提案は「大胆であるのと同じように、アメリカの官僚政治に関して無知なものだった」と評している。

## 経緯
著名なアインシュタインが関わったこの手紙は、アメリカ政府の原子爆弾開発計画であるマンハッタン計画の最早期の引き金として有名である。 しかし、その手紙の作成とその後のマンハッタン計画の開始までの経緯は複雑なものであった。

### ハンガリー陰謀団
中性子による原子核の連鎖反応によって莫大なエネルギーを解放するというアイデアと、それによる核戦争の危機に最も早く気づいたのはシラードであり、実験的にウランからの複数の二次中性子が確認された1939年3月のおよそ6年前、彼がナチス・ドイツから亡命して間もない1933年であった。 ナチスが原爆を保有することを恐れたシラードは、やがてそれに対抗するためにはアメリカが先に原爆を保有するしかないと考え、それ以来、一刻も早い連鎖反応の実現を急いでいた。
天然ウランを用いて、放出される二次中性子を連鎖反応として維持するためには、中性子をあまり吸収せずに速度をさげる適切な減速材を見つけ出すことが必要であった。 コロンビア大学のエンリコ・フェルミとともに連鎖反応の実現に向けて研究を続けていたシラードは、1939年7月ごろには黒鉛を減速材とすることが有望であると考えるようになっていたが、それを実証する実験のための資金は不足していた。 これに先立つ5月には、シラードらはすでにアメリカ陸軍と海軍に資金援助を募っていたものの果たせずに終わっていた。 
このころ、いずれもハンガリー生まれの亡命物理学者であったシラード、ユージン・ウィグナー、エドワード・テラーの3人はこの連鎖反応がもたらしうる未来を度々議論していた。 この3人はアインシュタインへ手紙を依頼したことにより後にハンガリー陰謀団と冗談めかして呼ばれることになる。 こうした話し合いの中で、ウィグナーは特にこの問題をアメリカ政府へ早急に訴えることが必要だと主張し、このため資金の調達も含め政府との橋渡しとなる人物探しが行われることとなった。 また、ベルギー領コンゴで採掘されている良質のウランがナチスの手に渡ることへの懸念も表明された。 ウィグナーは後に「核兵器が開発されたなら、いかなる2つの大国も、それらを統べる上位の権威機関によって軍事力がコントロールされない限り平和を保つことはできなくなると我々は悟り、もしそれが核戦争を廃絶するほど十分有効なものとなるなら、あらゆる形の戦争をも根絶するのに有効なものとなるだろうと期待した」とし「この期待が、敵の原爆の犠牲となる恐怖と同じぐらいに強く自分たちを駆り立てた」のだと当時の動機について語っている。
シラードとウィグナーはドイツ時代にアインシュタインの教え子であったことがあり、特にシラードはアインシュタインの家を度々訪ね、連名で発明の特許を取得するなど深い付き合いをしていた（詳細はアインシュタインとシラードの冷蔵庫を参照）。こうしたことから、シラードはアインシュタインがベルギーのエリザベート王太后と面識があることを知っていた。 こうして、ロング・アイランドの別荘へアインシュタインを訪ね、コンゴのウラン鉱石の問題に関してエリザベートへ警告してもらうことが提案された。

### 手紙の作成
エリザベートへの手紙を依頼するため、1939年7月16日にウィグナーとシラードは車でアインシュタインの別荘へ向かった。 別荘はロング・アイランドの東端に近い入り江に突き出た岬の付け根近くにあったが、さんざん道に迷い、多くの人に通りの名を尋ねたものの誰もその通りを知らなかった。 ようやくたどり着けたのは、地元の子供にアインシュタインの家を知っているかと直接尋ねた後だった。 彼らを軽装で迎えたアインシュタインは、シラードに説明を受けたこのとき初めて連鎖反応について理解することになった。 彼は話の途中ドイツ語で「そんなことは考えてもみなかった！」と叫んだという。 
シラードによれば、アインシュタインは王太后の代わりにベルギーの内閣閣僚となっていた知人への手紙ならば書くことを約束した。 ウィグナーはまずそれをアメリカ政府へ送り、添え状をつけるべきだとし、そのことも合意された。 このときアインシュタインがドイツ語で口述した草稿が、その後いく度もの改訂を経て最終的にルーズベルト大統領宛の手紙となることになる。
シラードがアインシュタイン邸から戻ってきてみると、アメリカ政府への接触の試みによって、フランクリン・ルーズベルトの選挙で演説原稿を書いたことのある経済学者アレクサンダー・ザックス (Alexander Sachs) がシラードに会うと告げてきていた。 数日後、シラードとテラーはこのザックスと面会した。 シラードの話を聞いた上でザックスは大統領に伝えるべきであるとし、手紙を自らが大統領に渡すと約束した。 この大胆な提案にシラードとテラーは乗り気となり、元々ベルギー宛であったアインシュタインの草案を元として、シラードがルーズベルト宛へと書き換えた第2の草案が7月19日にアインシュタインへと送られた。
アインシュタインは大統領宛となったこの手紙を送ることに快く応じたものの、この草稿をもう一度検討したいと返答し、7月末ごろシラードとテラーが再びロング・アイランドの別荘へと向かった。 免許のなかったシラードを車に乗せたテラーは後に「私はシラードの運転手として歴史に名を残した」とこのときの経験を述べている。 こうしてアインシュタインとシラードとの相談によって3つ目の草案が作成された。 このときアインシュタインは「うん、そうだ。 これではじめて、人類が核エネルギーを〔太陽からの〕間接的なものじゃなく直接に解放することになるぞ」と言ったという。
シラードは再びザックスと会い、この草案を読んだザックスとの相談によって、政府と科学者との仲介者の役割をよりはっきりさせた長い文案も作成された。 これら英訳された長短2つの文面が最終案として8月2日にアインシュタインに送付された。 アインシュタインは両方に署名した上で長い方が良いと思うと書き添え、8月9日までにシラードに返送している。 またあまり賢くやろうとせず大胆にやれという趣旨のことが付記されていた。 シラードらには、はたして大統領への仲立ちとしてザックスが適任かどうか疑問があったものの、シラードは大統領に渡せない場合は返送して欲しいと付け加え、アインシュタインが署名した長い方の手紙が、8月15日にザックスへと手渡された。

### ウラン諮問委員会
9月1日ドイツが電撃的にポーランドに侵攻し、遂に第二次世界大戦が開始された。 ルーズベルトに十分な時間を取ってもらう必要を感じ、直接の面会にこだわったザックスは、この急激な展開にはばまれ、いまだ手紙を届けることができていなかった。 ひと月以上ザックスから何も連絡がないことにしびれを切らしたシラードとウィグナーは、9月末にザックスを訪問しそのことを知った。 シラードらがザックスによる仲介を諦め他の手段を考え出した中、10月11日になってようやくザックスはホワイト・ハウスの大統領執務室の扉をノックした。
ルーズベルトとの面会においてザックスは、ナポレオン・ボナパルトが夢想家と呼んでアメリカへ追い返したフルトンの蒸気船の話を例えに出し、アインシュタインの手紙を読む代わりに自らの用意した短い文書を読んで原子力のもたらす両義的可能性と重要性を説明した。 ルーズベルトは「つまり君が望んでいるのは、ナチスが我々を吹き飛ばさないようにしようということだね」と応じ、この会見によって、国立標準局の局長ライマン・ブリッグズ (Lyman J. Briggs) を委員長とし陸海軍の兵器の専門家を含むウラン諮問委員会 (ウラニウム諮問委員会、Advisory Committee on Uranium, 単にウラン委員会、ウラニウム委員会とも) が設けられることとなった。 これは、民間の資金を工面し政府との連絡役となる非公式の人物というシラードらが思い描き、手紙に記したものとは程遠いものだった。
10月21日、これらのメンバーと、ハンガリー陰謀団の3人シラード、ウィグナー、テラー、およびブリッグズが招いたカーネギー研究所地磁気研究部の物理学者リチャード・B・ロバーツ (Richard B. Roberts) などからなるメンバーで第1回のウラン諮問委員会が開かれた。 この地磁気研究部ではシラードらとは別にしばらく前から連鎖反応の評価を進めていた。 シラードの説明に対し、ロバーツは天然ウランによる連鎖反応は有望でなく、自分たちが進めている高速な遠心分離機によるウラン濃縮の結果が明らかとなるまで数年は大学での研究レベルに留めておくべきだと主張した。 また陸軍の代表は新兵器で防衛の役に立つなどと考えるのは素人であり「兵器は戦争の行方を決めたり歴史を作ったりするものではなく、一般市民の精神を通して戦争の勝利はもたらされるのだ」とした長い演説を始めた。 ウィグナーはこのとき「それが正しいのなら、おそらく陸軍の予算を 30 % 削減して、その素晴らしい一般市民の精神を広めるべきでしょう」と皮肉で応酬している。
結果としてこのウラン諮問委員会は、主に潜水艦の将来の動力源として核エネルギーの可能性に言及する大統領への報告書を提出するに終わった。 しかし同時に、爆弾の可能性にも言及し「徹底的な調査のための適切な支援」として黒鉛の減速材としての有効性を確かめる当面の実験に必要な 6000 ドルがフェルミのグループへ与えられることが約束された。 だが、この勧告はその後およそ半年の間、ホワイト･ハウスのファイルの中で忘れられたままとなり、その間フェルミとシラードの研究は立ち往生することとなった。

### 第2回ウラン諮問委員会
フェルミらへの黒鉛購入のための資金提供の約束がなかなか果たされなかったため、シラードは黒鉛による連鎖反応に関する論文を執筆し、それを公開するかどうか政府に判断を仰ぐという形で揺さぶりをかけようとした。 委員会から4か月以上たった1940年3月7日、シラードはアインシュタインに会いに行き、再び手紙を依頼した。 この手紙はザックス宛のものであったが、ザックスを介して大統領に転送された。 この手紙では、ドイツにおいて核開発が組織的に進展している様子とシラードの論文の問題を記し、大統領への取次ぎの判断を仰いでいる。
大統領は2回目のウラン諮問委員会の開催を指示し、委員会は4月27日に招集された。 これによってフェルミとシラードは約束の 6000 ドルを手にし、黒鉛が中性子を吸収する度合いである捕獲断面積を測定した。 結果は極めて小さく、それは黒鉛を減速材とした天然ウランでの制御された連鎖反応が実現可能であることを示していた。
この後、ウラン諮問委員会は科学研究開発局 (Office of Scientific Research and Development, OSRD) の S-1 ウラン委員会 (S-1 ウラニウム委員会、S-1 Uranium Committee, S-1 は第1課 Section One の意) に引き継がれることとなり、1940年秋にはさらに4万ドルがフェルミのいるコロンビア大学に与えられた。

### マンハッタン計画とその後
結果としてアインシュタインの大統領への手紙は、主にフェルミらによる黒鉛をもちいた天然ウランの原子炉の開発を資金的に後押しすることとなったが、アメリカ政府を原子爆弾開発に本格的に歩みださせるところにまでは至らなかった。 実際、アーサー・コンプトンは1941年夏にはアメリカ政府による核分裂の軍事的研究はほとんど潰れかかっていたとしている。
しかし1941年10月、アメリカ政府はイギリスの MAUD 委員会からウラン濃縮とそれによるウラン爆弾が技術的に可能だという報告を受け取った。 図らずもウラン諮問委員会でロバーツが主張したように、ウラン濃縮の可能性が現実に近づいた後、アメリカは遂に原子爆弾開発へと舵をきることになった。 こうして計画が滑り出したころアメリカは真珠湾攻撃を受けることとなり、ともすればヨーロッパの戦争と見られていた第二次世界大戦への国内の孤立主義的気分は吹き飛ぶこととなった。 1942年6月、科学研究開発局の元で進められていた開発は、陸軍の管理下でのマンハッタン計画へと引き継がれることになった。 マンハッタン計画では、フェルミとシラードらの原子炉の研究は、その後ウラン238から作られることがわかった新元素で、やはり爆弾となるプルトニウムの生産計画へと姿を変えた。
1945年春以降、ドイツの敗北が時間の問題となると、シラードは逆に原子爆弾の実戦使用に反対する活動の先頭に立ち、このとき再びアインシュタインを頼ることとなった。 この間、アインシュタインはその政治姿勢から政府に機密保持が不可能であると判断され、マンハッタン計画には参加していなかった。
かつて1920年代にアインシュタインを日本に招聘した雑誌『改造』に対し、1952年にアインシュタインは「日本人への私の弁明」（On my participation in the atom bomb project、原子爆弾計画への私の関わりについて） と題した文章を寄稿した。その中で、この手紙が原爆開発において自分が関わった唯一の点だと述べた上で、原爆開発が「人類におよぼすおそるべき危険」を知ってはいたものの、ドイツががそれに成功する可能性が高いという考えによって「この処置をとらざるをえなかった」とし、「他にどうすることもできなかった」としている。1955年にアインシュタインが亡くなったとき、その追悼会において生化学者ライナス・ポーリングは、晩年アインシュタインが彼に語った後悔について触れている。「私はひとつ大きな間違いを犯してしまった。 ルーズベルト大統領に原子爆弾を作ることを勧めた手紙に署名したことだ。」

## ルーズベルトへの2度目の手紙
シラードの求めに応じて再びアインシュタインがルーズベルトへの手紙を書いたのは上述のように戦争末期のことであった。 1945年3月にナチス・ドイツが原爆を開発していないことが明らかとなり、自分たちが開発してきた原爆が日本に対して使われるという懸念が広がった。 シラードにとってそれは元々の原爆開発の動機と相容れないものであるだけでなく、科学者の研究チームの結束も、戦後世界の安定をも壊す行為だと思われた。
シラードは自らの意志を再び大統領へと伝えるために覚え書きを執筆し、大統領への紹介状をプリンストンのアインシュタインに依頼することにした。 マンハッタン計画の機密保持条項による厳しい規制のため、シラードは、計画外にいたアインシュタインに紹介状を依頼する目的を告げることも、自ら執筆した覚え書きを見せることもできなかった。 それでもアインシュタインはこの求めに応じ、1945年3月25日、内容にまったく触れられないままルーズベルトへのシラードの紹介状をしたためた。
シラードは、機密性の問題から紹介状のみを大統領夫人エレノア・ルーズベルトへと送り、夫人と5月8日に面会を行う約束を取りつけた。 しかし4月2日のルーズベルトの突然の死によって、この機会は失われた。 新たなつてを頼り、シラードはこのルーズベルト宛のアインシュタインの紹介状をトルーマン新大統領に送ることとなった。 これによりシラードは、ワシントンでトルーマンの秘書と会い、新政権で国務長官となる予定のジェームズ・F・バーンズとの会見が設定された。
5月末のこのバーンズ訪問でシラードは、原爆の実戦使用が、戦後の国際的核管理体制を不可能とし、危険な核開発競争を招くであろうことなど持論を訴えたが、バーンズに理解されることはなかった。 その後もシラードら科学者によっていくつかの原爆実戦使用への反対活動が続けられたが、これら科学者側からの活動は広島と長崎への原爆投下という政治決定に影響を与えることはできなかった。

## 評価
アインシュタインの手紙はアメリカの原爆開発の端緒として頻繁に引用される。それは、アメリカ政府を原子力研究に押し上げる一定の影響力をもち、しばしばそれに不可欠なものであったとされる。
一方で、原爆開発におけるその歴史的役割の重要性に関する評価には議論もある。手紙の当時、爆弾は可能性に過ぎず、第二次世界大戦はヨーロッパでの戦争としてルーズベルトに手紙が渡される直前に始まったばかりの段階であったため、アメリカ政府にとって原爆開発は優先事項ではなかった。実際、手紙がなければ原子炉の制作が遅れた可能性があるのと同様に、前述のようにフェルミらの核連鎖反応研究を少額ながら支援するというウラン諮問委員会の答申は、数か月の間、棚晒しにされていたため、アメリカ政府の関心が高ければ数か月早まった可能性もあった。
手紙が広く知られるようになったきっかけとして、その経緯と文面が原爆投下の直後、1945年8月12日に公開されたマンハッタン計画の公式報告書、スマイス・レポート (Smyth report) にすでに挿入されていたことが挙げられる。これに関し、スティーヴンズ工科大学の歴史家アレックス・ウェラースタイン (Alex Wellerstein) は、すでに大きな知名度があり平和主義者としても知られていた「事実上の科学の聖人」であるアインシュタインが「もし爆弾の製造が必要だと考えたなら、誰が彼に異論を唱えることができただろうか」と問い、アメリカ政府による意図的な原爆開発の正当付けに利用されたアインシュタインと手紙の役割を指摘している。